# Szkolna dżungla
Szkolna dżungla (ang. Blackboard Jungle) – amerykański dramat społeczny z 1955 roku w reżyserii Richarda Brooksa. Adaptacja powieści Evana Huntera pod tym samym tytułem z 1954 roku. Był to pierwszy w historii film pełnometrażowy, którego ścieżka dźwiękowa zawierała muzykę rockową. Wykorzystany na niej utwór Rock Around the Clock przyczynił się do spopularyzowania rock and rolla.

## Fabuła
Stany Zjednoczone lat 50. XX wieku. Początkujący nauczyciel Richard Dadier rozpoczyna pracę w publicznej szkole średniej. Jego uczniowie to zróżnicowani rasowo młodzi ludzie pochodzący z ubogich lub patologicznych rodzin. Klasa  Dadiera kontrolowana jest przez grupę chuliganów pod przywództwem Artiego Westa. Dadier nie ciesząc się ich szacunkiem nie może znaleźć wspólnego języka z młodymi ludźmi. Po wielu próbach i usilnych starań, dzięki nieoczekiwanej pomocy ucznia Millera, który posiada pewien autorytet w klasie, udaje mu się nawiązać współpracę ze swoimi uczniami, a nawet poskromić Westa i jego zabijaków.

## Obsada aktorska
- Glenn Ford – Richard Dadier
- Sidney Poitier – Gregory Miller
- Vic Morrow – Artie West
- Anne Francis – Anne Dadier
- Louis Calhern – Jim Murdock
- Margaret Hayes – Lois Hammond
- John Hoyt – Warneke
- Richard Kiley – Joshua Edwards
- Emile Meyer – Halloran
- Warner Anderson – dr Bradley
- Basil Ruysdael – prof. Kraal
- Rafael Campos – Pete Morales
- Paul Mazursky – Emmanuel Stoker
- Horace McMahon – śledczy
- Dan Terranova – Belazi
- Danny Dennis – De Lica
- Jamie Farr – Santini

i inni.

## Produkcja
Film jest ekranizacją wczesnej powieści Evana Huntera, w której opisuje on krótki okres swojej pracy jako nauczyciela w publicznej szkole w południowym Bronxie. W przeciwieństwie jednak do bohatera filmu, Hunter szybko się rozczarował i zaledwie po dwóch miesiącach zrezygnował z pracy.
Początkowo film planowano nakręcić  "w kolorze", jednak ostatecznie reżyser skłonił się ku wersji czarno-białej uznając, że kolor upiększy wszytko i osłabi wymowę filmu.

## Odbiór
Szkolna dżungla od momentu premiery była filmem kontrowersyjnym. W stanach Zjednoczonych otrzymała zarówno pozytywne jak i negatywne recenzje krytyków. Ogólnie podobało się aktorstwo oraz dramatyczna i kontrowersyjna tematyka filmu. Bosley Crowther na łamach The New York Times, chwaląc aktorstwo (zwłaszcza młodocianych), pisał o "żywym i przenikliwym dramacie". Negatywne recenzje (m.in. w The Washington Post) zarzucały twórcom głównie uproszczenie i sztuczność w ukazaniu problemów edukacyjnych Ameryki. I jedni i drudzy na ogół dobrze wypowiadali się o grze aktorów. Film spodobał się również widzom – zyski z rozpowszechniania pokryły kilkukrotnie koszt produkcji, co było zgodne z oczekiwaniami jego producentów. Według tygodnika Variety w 1954 film uplasował się na 12 miejscu pod względem przychodu (5,2 mln. dolarów) z rozpowszechniania w kinach USA i Kanady. Największą popularność Szkolna dżungla zyskała jednak pośród nastoletniej widowni, na co złożyły się: rockowa ścieżka dźwiękowa i ukazana tematyka. Pomimo to, władze lokalne niektórych miast (np. w Atlancie i Memphis) zakazały rozpowszechniania filmu, uznając go za "niemoralny, obsceniczny, rozwiązły, mający niekorzystny wpływ na spokój, zdrowie, moralność i porządek w mieście".
Również w Europie film wzbudził niemałe kontrowersje. W Wielkiej Brytanii BBFC (British Board of Film Classification) zgodziła się na dopuszczenie filmu do dystrybucji po długich sporach z dystrybutorem. Ostatecznie film wszedł na ekrany z oznaczeniem "X" – film tylko dla dorosłych – po dokonaniu wielu cięć w oryginalnej wersji. Po premierze filmu niektórzy recenzenci uznali, że  w ogóle nie powinien on był być wypuszczony na ekrany brytyjskich kin. Film miał być zaprezentowany na MFF w Wenecji. Jednak nie doszło do tego na skutek interwencji u organizatorów imprezy amerykańskiej ambasador we Włoszech. Pani Clare Boothe Luce, która uznała, że film ukazuje obraz szkolnictwa w jej kraju tendencyjnie i zbyt brutalnie zagroziła bojkotem imprezy. Luce twierdziła, że gdyby wzięła udział w pokazie filmu, "dostarczyła by amunicji włoskiej propagandzie komunistycznej i antyamerykańskiej".
W 2016 roku film został włączony do National Film Registry – ogłaszanej co roku listy filmów, które wpisywane są do rejestru dziedzictwa narodowego USA utworzonego przy Bibliotece Kongresu USA.
W rankingu popularnego, filmowego serwisu internetowego Rotten Tomatoes obraz posiada obecnie (2023) wysoką 74-procentową, pozytywną ocenę "czerwonych pomidorów".

## Wpływy kulturowe
Krytyk filmowy Michael Baers konstatuje, że choć Szkolna dżungla nie była szczególnie mistrzowskim filmem, był to obraz wyjątkowy w swoim czasie i stał się kulturowym wyznacznikiem pod wieloma względami. Był prekursorem w temacie regularnie pokazywanym w kinie w kolejnych dziesięcioleciach, tj. resocjalizacyjnej edukacji młodocianych przestępców i trudnej młodzieży z ubogich aglomeracji miejskich (Wszystko albo nic z 1988, Młodzi gniewni z 1994). Został powszechnie zapamiętany jako pierwszy film, w którym pojawił się rockandrollowy utwór (Rock Around the Clock). Był pierwszym filmem w którym czarnoskóry aktor zagrał coś więcej niż rolę drugoplanową. Reżyser Richard Brooks obsadził młodego Sidneya Poitiera w jednej z głównych ról w czasach, gdy "czarnoskórzy" nie mieli równych praw z "białymi" i zgodnie z literą prawa byli uznawani za obywateli drugiej kategorii. Obraz wywarł olbrzymi wpływ na miliony nastolatków w Stanach Zjednoczonych. Po latach Frank Zappa wspominał, że był on zauroczony filmem: "Szkolna dżungla, nawet pomijając fabułę (w której ostatecznie starsi wygrali), stanowił dziwny rodzaj "poparcia" dla sprawy nastolatków: nakręcili o nas film, więc istniejemy".

## Nominacje[12]
| Rok  | Nazwa/Wydarzenie                          | Nagroda/Kategoria                           | Nominowany                                                  | Rezultat  |
| ---- | ----------------------------------------- | ------------------------------------------- | ----------------------------------------------------------- | --------- |
| 1956 | Oscar                                     | Najlepszy scenariusz adaptowany             | Richard Brooks                                              | nominacja |
| 1956 | Oscar                                     | Najlepsza scenografia                       | Cedric Gibbons, Randall Duell, Edwin B. Willis, Henry Grace | nominacja |
| 1956 | Oscar                                     | Najlepsze zdjęcia                           | Russell Harlan                                              | nominacja |
| 1956 | Oscar                                     | Najlepszy montaż                            | Ferris Webster                                              | nominacja |
| 1956 | Amerykańska Gildia Reżyserów Filmowych    | Nagroda za najlepszą reżyserię              | Richard Brooks                                              | nominacja |
| 1956 | Amerykańska Gildia Scenarzystów Filmowych | Nagroda za najlepszy scenariusz dramatyczny | Richard Brooks                                              | nominacja |